# Swiss Open 1988
Die Swiss Open 1988 im Badminton fanden vom 26. bis zum 30. Januar 1988 in Lausanne, Schweiz, statt. Mit einem Preisgeld von 15.000 US-Dollar wurde das Turnier als 1-Sterne-Turnier in der Grand-Prix-Wertung eingestuft.

## Finalresultate
| Disziplin    | Sieger                         | Finalist                           | Ergebnis     |
| ------------ | ------------------------------ | ---------------------------------- | ------------ |
| Herreneinzel | Kwan Yoke Meng                 | Kenny Middlemiss                   | w.o.         |
| Dameneinzel  | Christine Skropke              | Yuliani Santosa                    | 11:9, 11:0   |
| Herrendoppel | Cheah Soon Kit Ong Beng Teong  | Rahman Sidek Ong Ewe Chye          | 15:9, 15:6   |
| Damendoppel  | Paula Rip-Kloet Maaike de Boer | Nicole Baldewein Christine Skropke | 15:5, 15:3   |
| Mixed        | Ralf Rausch Christine Skropke  | Ron Michels Paula Rip-Kloet        | 15:12, 18:17 |